# Château d'Ouchy
Le Château d’Ouchy est  un hôtel construit sur l’emplacement d’un ancien château par Jean-Jacques Mercier entre 1889 et 1893, dans le quartier d’Ouchy à Lausanne en Suisse.
Il appartient au groupe hôtelier Sandoz Foundation.

## Historique
Les origines  du château sont liées à l’évêché de Lausanne : Landri de Durnes fait construire une tour sur les rives du lac Léman vers 1170. Un siècle plus tard, l’ouvrage fut reconstruit puis transformé en résidence fortifiée pour les évêques, dont Guillaume de Varax qui l’appréciait particulièrement. L’ouvrage servait également de prison. Dès le XVIe siècle, sous l’époque bernoise, le château fut délaissé et sa tour réduite en cendres en 1609, son donjon fit également office de grenier. L’État de Vaud récupéra cette possession après le départ des Bernois.
Jean-Jacques Mercier le rachète en 1885. Il rase les ruines et les anciennes constructions, à l’exception de la tour, et fait construire, avec l'architecte Francis Isoz, entre 1889 et 1893 un bâtiment de style néo-gothique, à usage d’hôtel ; c’est toujours la fonction aujourd’hui du bâtiment, par ailleurs inscrit comme bien culturel suisse d'importance régionale.